# Joshua Nkomo
Joshua Mqabuko Nyangolo Nkomo (Semokwe, 19 giugno 1917 – Harare, 1º luglio 1999) è stato un politico zimbabwese.

## Biografia
Nkomo nacque nella Rhodesia Meridionale in un'umile famiglia di otto figli. I suoi genitori erano due dipendenti della Congregationalist London Missionary Society, dove suo padre lavorava come autista e sua madre come cuoca. Dopo la scuola dell'obbligo divenne un insegnante e nel 1942 si iscrisse all'Adams College del Natal, in Sudafrica, proseguendo gli studi al Jan Hofmeyr School of Social Work di Johannesburg, dove si laureò in scienze sociali. Fu il primo africano a lavorare come assistente sociale per le ferrovie della Rhodesia, poi intraprese la carriera sindacale divenendo segretario della Rhodesian African Railway Workers' Union.
Influenzato dalle idee del Congresso Nazionale Africano, ne guidò il suo ramo nella Rhodesia a Bulawayo. Nel 1952 Godfrey Huggins lo invitò a Londra in qualità di rappresentante della Rhodesia Meridionale per costituire Federazione della Rhodesia e del Nyasaland. In tal frangente Nkomo dissentì dalle idee di Huggins, abbracciando piuttosto la causa dei diritti degli africani. Fu presidente del Congresso Nazionale Africano dell Rhodesia Meridionale e successivamente guidò il Partito Democratico Nazionale (fondato nel 1960) e l'Unione Popolare Africana di Zimbabwe (ZAPU, nata nel 1961).
Quando la ZAPU si sciolse nel 1963, gli oppositori di Nkomo formarono l'Unione Nazionale Africana di Zimbabwe (ZANU). Tra questi figuravano Robert Mugabe, Ndabaningi Sithole e Herbert Chitepo. Ciò nonostante, a metà anni sessanta la ZAPU divenne il partito più popolare tra i parlanti di lingua shona. Negli anni settanta il movimento fu coinvolto nella guerriglia contro Mugabe e Nkomo risiedette dapprima al confino a Gonakudzingwa, poi riparò in esilio dopo i fallimentari colloqui costituzionali di Ginevra nel 1976.
Dopo l'indipendenza del paese Nkomo divenne ministro degli Interni e poi ministro senza portafoglio. La stabilità politica non durò a lungo: Mugabe, timoroso che Nkomo potesse mettere in atto un colpo di Stato, promosse una campagna contro i leader della ZAPU, sostenuto dall'intelligence sudafricana. L'8 marzo 1983 Nkomo fuggì in Botswana, dove scrisse la sua autobiografia pubblicata a Londra nel 1984 e censurata nello Zimbabwe. Nel 1985 tornò in patria in concomitanza delle elezioni nazionali, che confermarono la maggior parte dei seggi della ZAPU. Nel 1987 unificò il suo partito con la ZANU ponendo fine alle violenze nel paese. Negli ultimi anni fu vicepresidente della nazione e si concentrò sulla politica clientelare nel Matabeleland e sugli investimenti in terreni e beni commerciali. Morì ad Harare nel 1999 e fu sepolto nel National Heroes Acre della città.